# Bulgarische Eishockeyliga 2008/09
Die Saison 2008/09 war die 57. Spielzeit der bulgarischen Eishockeyliga, der höchsten bulgarischen Eishockeyspielklasse. Meister wurde zum insgesamt 18. Mal in der Vereinsgeschichte der HK Slawia Sofia.

## Modus
In der Hauptrunde absolvierte jede der vier Mannschaften insgesamt neun Spiele. Der Erstplatzierte der Hauptrunde wurde Meister. Für einen Sieg erhielt jede Mannschaft zwei Punkte, bei einem Unentschieden gab es einen Punkt und bei einer Niederlage null Punkte.

## Hauptrunde
|    | Klub             | Sp | S | U | N | Tore   | Punkte |
| -- | ---------------- | -- | - | - | - | ------ | ------ |
| 1. | HK Slawia Sofia  | 9  | 8 | 0 | 1 | 123:18 | 16     |
| 2. | HK ZSKA Sofia    | 9  | 6 | 0 | 3 | 60:40  | 12     |
| 3. | HK Lewski Sofia  | 9  | 4 | 0 | 5 | 38:81  | 8      |
| 4. | HK Spartak Sofia | 9  | 0 | 0 | 9 | 23:105 | 0      |

Sp = Spiele, S = Siege, U = unentschieden, N = Niederlagen, OTS = Overtime-Siege, OTN = Overtime-Niederlage, SOS = Penalty-Siege, SON = Penalty-Niederlage

## Auszeichnungen
Zum besten Torhüter der Saison wurde Konstantin Michailow von Slawia Sofia gewählt. Bester Verteidiger war Roman Morgunow und bester Stürmer Stanislaw Muchatschew, die beide ebenfalls für den Meister spielten. Topscorer der Liga war Martin Milanow, auch er spielte für den HK Slawia.